# Kretzschmaria neocaledonica
Kretzschmaria neocaledonica är en svampart som först beskrevs av Har. & Pat., och fick sitt nu gällande namn av J.D. Rogers & Y.M. Ju 1998. Kretzschmaria neocaledonica ingår i släktet Kretzschmaria och familjen kolkärnsvampar.   Inga underarter finns listade i Catalogue of Life.